# Вилла Дециуша

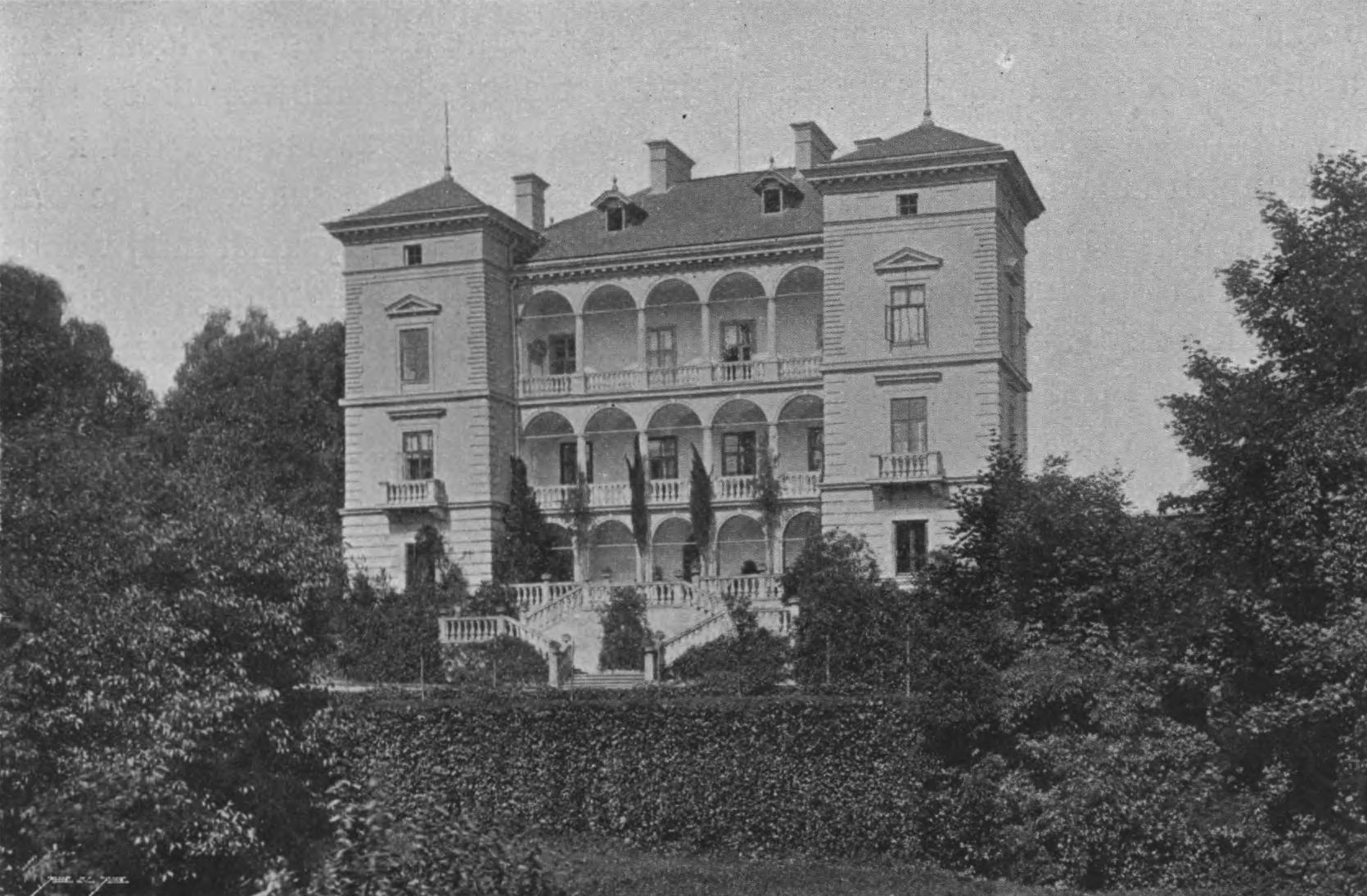
Вилла Дециуша, фотография XIX века

Вилла Дециуша (пол. Willa Decjusza) — наименование архитектурного памятника, который находится в краковском районе Воля-Юстовская по адресу улица 23 июля 1943 года, 17а. Здание внесено в реестр охраняемых памятников Малопольского воеводства.
Дом построил владелец села Воли-Юстовской Юст Людвик Дециуш в 1535 году около Паненских скал по проекту итальянских архитекторов Джованни Чини из Сиены, Бернардино Заноби де Джанотис и Филиппа из Фезоле.
В 1590 году здание купил Себастьян Любомирский, который был сыном краковского воеводы Станислава Любомирского. В 1620 году здание было расширено, предположительно по проекту архитектора Мацея Траполы, который добавил к нему две боковые башни.
В 1720 году дом приобрел Анджей Можковский из шляхетского рода Сангушко. В первой половине XIX века здание было перестроено семьей Ледоховских, которые изменили барочные шлемы на башнях в стиле маньеризма.
В 1844 году следующая собственница здания Генриетта Ева Анквичувна добавила смотровую площадку с ведущими к ней двумя боковыми лестницами, балконы на башнях и аттик.
После пожара 1882 года Марцелина Чарторыйская отреставрировала здание по проекту польского архитектора Тадеуша Стрыенского, после чего в нём проводились концерты. До 1917 года вилла Дециуша находилась в собственности князей Чарторыйских.
Во время Первой мировой войны в здании находились казармы.
7 марта 1930 года Вилла Дециуша была внесена в реестр охраняемых памятников Малопольского воеводства (№ А-131).
Во время Второй мировой войны в здании располагалось отделение немецкой полиции. После войны в вилле Дециуша перешла в государственную собственность и в нём последовательно находились Центральный отдел обучения совместной работы, пансионат и филиал туберкулёзной больницы.
В 70-е годы XX столетия вилла Дециуша была отремонтирована и в настоящее время в ней находится администрация Общества виллы Дециуша.
Вилла Дециуша входит в состав туристического маршрута «Ренессансовый путь Малой Польши».